# Klosternaundorf
Klosternaundorf ist eine Ortslage im Ortsteil Wolferstedt der Stadt Allstedt in Sachsen-Anhalt. Sie war bis zur Eingemeindung nach Allstedt 2010 ein Ortsteil der selbständigen Gemeinde Wolferstedt.

## Geografische Lage
Die Ortslage liegt im breiten Tal der Rohne zwischen Wolferstedt und Allstedt.

## Geschichte
In einem zwischen 881 und 899 entstandenen Verzeichnis des Zehnten des Klosters Hersfeld wird Klosternaundorf (Nigendorpf) als zehntpflichtiger Ort im Gau Friesenfeld genannt. Zu dem im Ort einst befindlichen Zisterzienserinnenkloster (1250–1531) gehörte eine frühestens im 13. Jahrhundert gebaute Maria geweihte Wallfahrtskapelle in Mallerbach bei Allstedt, die am 24. März 1524, noch vor Ausbruch des Bauernkrieges, von bilderstürmerischen Anhängern Thomas Müntzers aus Allstedt, der gegen die Marienverehrung gepredigt hatte, zerstört worden ist. Müntzer sagte unter der Folter aus, selbst Zeuge dessen gewesen zu sein. Die Reste des Gebäudes wurden 2024 gefunden und ergraben.